# Pulsação Zero
Pulsação Zero (Portugiesisch für: Puls Null), Alternativtitel Chasing Life, ist ein Action-Thriller des portugiesischen Filmregisseurs Fernando Fragata aus dem Jahr 2002. Der Fernsehfilm trägt mit komischen Dialogen und gelegentlicher Situationskomik auch Züge einer Filmkomödie.

## Handlung
Das Weihnachtsfest nähert sich und der 25-jährige Alex hängt noch immer in seinem miesen Aushilfsjob fest, seit zwei Jahren und entgegen seines Versprechens, diesen nur für zwei Monate zu machen. Die Beziehung zu seiner Freundin Sandra ist endgültig auf einem Tiefpunkt, als sie morgens in der gemeinsamen Wohnung aufwachen und Opfer eines Einbruchs geworden sind: der alte kranke Hund hat nicht angeschlagen und Alex die Tür zu ihrer improvisierten Loftwohnung nicht richtig verschlossen. Auch der teure Verlobungsring, mit dem er Sandra überraschen wollte, ist gestohlen, und seine letzte Hoffnung, sie halten zu können, ist nun ein Bankkredit, mit dem er eine neue Wohnung finanzieren will.
Von seinem Arbeitskollegen, dem Musiker Nuno, bekommt er ein Fläschchen Gift, dass seinen Hund schonend und zuverlässig binnen vier Stunden töten soll. Er bekommt auch ein Fläschchen Gegengift, das er jedoch schnell als unnötigen Ballast entsorgt, als er in der Bank auf seine Bedienung wartet, um über die Bewilligung seines Kreditantrags informiert zu werden. Doch die Bank lehnt den Kredit ab unter Hinweis auf die Ergebnisse der geforderten Gesundheitsuntersuchung, die überraschend eine positive HIV-Infektion erbrachten.
Völlig verzweifelt kehrt er nach Hause zurück, wo ihn auch noch ein Abschiedsbrief Sandras erwartet. Verlassen und dem Tode geweiht, teilt er das Gift unter sich und seinem Hund auf, nimmt seine Hälfte und wartet auf den Tod. Im Fernsehen laufen derweil die Nachrichten, in denen von einem Überfall auf die Bank berichtet wird, in der er soeben war. Uninteressiert schaltet er das Fernsehen aus und legt sich aufs Bett. Erst jetzt bemerkt er zwei Anrufe auf dem Anrufbeantworter. Missmutig hört er sie ab – und fährt überrascht hoch: zum einen entschuldigt sich das medizinische Labor zutiefst für eine Verwechslung seiner Krankenakte und er sei gesund, zum anderen bittet eine aufgelöste Sandra um Verzeihung für ihre vorschnelle Entscheidung und kündigt ihre Rückkehr noch am gleichen Tag an.
Zunächst kann Alex sein Glück nicht fassen, dann aber erfasst er seine Lage: er hat das Gegengift in der Bank entsorgt und die wurde soeben überfallen und ist von Spezialeinheiten der Polizei umstellt, weil die Bankräuber sich darin verschanzt haben, die zu allem Überfluss auch noch den Mülleimer mit dem Gegengift als Ersatz für den gerissenen Sack mit dem erbeuteten Geld nehmen. In Panik stürzt Alex barfuß aus der Wohnung in Richtung Bank. Er rennt an der Polizei vorbei in die Bank, wo ihn die Bankräuber als Geisel nehmen. Alle Beteiligten können vor Aufregung nicht miteinander kommunizieren, und das Schicksal nimmt seinen Lauf.
Währenddessen kommt Sandra in die Wohnung, wo sie statt Alex nur den Brief mit dem positiven HIV-Befund findet und parallel in den Fernsehnachrichten Alex als Geisel der Bankräuber sieht. Sie fällt sofort in Ohnmacht.
Auf ihrer Flucht werfen die Bankräuber Alex aus ihrem Fluchtauto, der aber besessen alles daran setzt, an den Mülleimer mit dem Geld zu kommen, in dem weiterhin das Gegengift liegt. Ihm geschieht ein Missgeschick nach dem anderen, und er findet sich zunächst als erneute Geisel der Bankräuber, dann als Gefangener der Polizei wieder. Niemand nimmt den barfüßigen, verschmutzten und hysterisch stammelnden Alex ernst, und er durchlebt eine Abfolge irrwitziger Situationen.
Die wieder zu Bewusstsein gekommene Sandra sieht derweil im Fernsehen die Spur der Verwüstung, die die fliehenden Bankräuber hinterlassen. Sie kontaktiert die Polizei, die daraufhin Alex freilassen, weil sie ihn nun nur noch für einen verzweifelt handelnden Todeskandidaten halten, der mit dem Bankraub nichts zu tun hat. Alex verlässt das Büro des Einsatzleiters und bricht dort, fast genau zum Ablauf der vier Stunden, völlig resigniert zusammen – bis zufällig das blaue Fläschchen vom Tisch der Beweisstücke fällt und ihm vor die Füße rollt und er das Gegengift in letzter Sekunde einnehmen kann.
Restlos erleichtert verlässt er das Polizeigebäude, wird dann aber überraschend vom entlaufenen Kopf der Räuberbande davor abgefangen und mit versteckt vorgehaltener Waffe dazu gezwungen, sich selbst mit einer ungeladenen Waffe als Geiselnehmer auszugeben, mit dem Gangster als Geisel in das Polizeigebäude zu gehen und die Freilassung der festsitzenden Bankräuber zu erreichen. Nun jagt ihn wieder die Polizei, und wieder muss er eine Abfolge irrwitziger Situationen überstehen, bis er es endlich zurück in seine Wohnung schafft. Dort wird er von der überglücklichen Sandra, aber auch von Nuno erwartet, der ihm eröffnet, er habe die Farben der Fläschchen verwechselt. Da Alex nur eine halbe gelbe, aber eine ganze blaue Falsche eingenommen hat, rennt er nun dem Müllwagen hinterher, die gerade den Hausmüll abholen, weil er dort das übriggebliebene halbe Fläschchen vermutet. Kaum ist er weg, findet Sandra das halbvolle Fläschchen zufällig neben dem Hundekörbchen.
Auf seiner Jagd nach dem Fläschchen richtet Alex wieder einiges Durcheinander an, dank dessen der Polizei jedoch überraschend die Festnahme der flüchtigen Bande gelingt. Als Sandra ihn noch rechtzeitig mit dem halben Fläschchen erreicht, und er sogar den Verlobungsring vom Gangster zurückbekommen kann (weil böse Menschen keine Weihnachtsgeschenke bekommen dürfen, so Alex), erleben die zwei doch noch ein Happy End, und der Film endet mit einem romantischen Moment der beiden bei einem begeisterten Konzert von Nunos Band.

## Produktion und Rezeption
Die Dreharbeiten des Films fanden zwischen dem 29. Oktober und dem 1. Dezember 2001 in Almada und Lissabon statt. Der Film wurde von der portugiesischen Produktionsfirma Iniziomédia und dem privaten Fernsehsender SIC produziert, mit finanzieller Unterstützung der portugiesischen Filmförderung (ICA) und mit Vodafone als zusätzlichem Hauptsponsor.
Die Band Riddle steuerte mit dem Lied Snowing Outside das zentrale Musikstück im Film bei, die eigentliche Filmmusik stammt von Nuno Pires, Rui Lisboa und dem Regisseur selbst.
Pulsação Zero lief erstmals am 29. September 2002 im Fernsehen, beim Sender SIC.
Der Film erschien 2005 bei Lusomundo auf DVD, als Bonus-Film der Doppel-DVD zum Film Sorte Nula.